# Midden-Silezisch voetbalkampioenschap 1929/30
In 1929/30 werd het tiende Midden-Silezisch voetbalkampioenschap gespeeld, dat georganiseerd werd door de Zuidoost-Duitse voetbalbond. De competitie was een tussenstation tussen de regionale competities en de Zuidoost-Duitse eindronde. 
Breslauer SC 08 werd kampioen en plaatste zich voor de Zuidoost-Duitse eindronde. De Breslauer Sportfreunde plaatsten zich ook in de Midden-Silezische eindronde voor niet kampioenen. SC 08 eindigde op de vijfde plaats in de eindronde en de Sportfreunde werden tweede achter SC Preußen Hindenburg. Er kwam nog een beslissende wedstrijd om het tweede ticket naar de eindronde om de Duitse landstitel. De Sportfreunde wonnen van STC Görlitz en plaatsten zich zo. De club versloeg VfB Königsberg en Bayern München en verloor pas in de halve finale van SpVgg Fürth. 
De competities van Oels en Namslau werden samengevoegd al mocht Namslau wel nog een deelnemer afvaardigen. Sportfreunde Preußen Konstadt was pas zevende geëindigd in de gezamenlijke competitie. Er kwam nog een nieuwe competitie bij, die van Obernigk/Trachenberg.  

## 1. Klasse

### Gau Breslau
Breslauer SC 08 werd kampioen, Vereinigte Breslauer Sportfreunde en VfB 1894 Breslau mochten deelnemen aan de eindronde voor vicekampioenen. 

### Gau Oels-Namslau
De competities van Oels en Namslau werden samengevoegd, maar beiden mochten wel een deelnemer afvaardigen naar de eindronde. 
| Plaats | Club                          | Wed. | W  | G | V | Saldo | Ptn   |
| ------ | ----------------------------- | ---- | -- | - | - | ----- | ----- |
| 1.     | Reichsbahn SV Schlesien Oels  | 13   | 13 | 0 | 0 | 70:15 | 26:00 |
| 2.     | SC Preußen Festenberg         | 14   | 9  | 1 | 4 | 34:33 | 19:09 |
| 3.     | VfR Oels                      | 14   | 8  | 1 | 5 | 29:26 | 17:11 |
| 4.     | SpVgg 08 Oels                 | 13   | 4  | 4 | 5 | 23:34 | 12:14 |
| 5.     | SSC 1901 Oels                 | 13   | 5  | 1 | 7 | 28:27 | 11:15 |
| 6.     | Sportfreunde Bernstadt        | 14   | 3  | 4 | 7 | 34:46 | 10:18 |
| 7.     | SC Preußen Namslau            | 14   | 2  | 3 | 9 | 21:46 | 07:21 |
| 8.     | Sportfreunde Preußen Konstadt | 13   | 2  | 2 | 9 | 21:33 | 06:20 |

|  | Geplaatst voor eindronde                |
|  | Geplaatst voor eindronde vicekampioenen |

### Gau Brieg
Brieg stuurde dit jaar geen vicekampioen naar de eindronde. SpVgg Brieg en SSC Brieg fuseerden tot SpVgg SSC Brieg. 
| Plaats | Club                          | Wed. | W | G | V  | Saldo | Ptn   |
| ------ | ----------------------------- | ---- | - | - | -- | ----- | ----- |
| 1.     | SC Brega Brieg                | 12   | 8 | 3 | 1  | 38:14 | 19:05 |
| 2.     | SpVgg SSC Brieg               | 11   | 7 | 3 | 1  | 33:12 | 17:05 |
| 3.     | SC Preußen Brieg              | 10   | 6 | 1 | 3  | 12:14 | 13:07 |
| 4.     | SpVgg Schill Ohlau            | 9    | 5 | 0 | 4  | 12:25 | 10:08 |
| 5.     | Sportfreunde Ohlau            | 10   | 4 | 0 | 6  | 28:29 | 08:12 |
| 6.     | VfB 1921 Löwen                | 8    | 2 | 1 | 5  | 18:32 | 05:11 |
| 7.     | Reichsbahn SV Schlesien Brieg | 12   | 0 | 0 | 12 | 05:20 | 00:24 |

|  | Geplaatst voor eindronde |

### Gau Obernigk-Trachenberg
Enkel de top twee is bekend gebleven, het is niet geweten of er nog teams meespeelden. 
| Plaats | Club           | Wed. | W | G | V | Saldo | Ptn |
| ------ | -------------- | ---- | - | - | - | ----- | --- |
| 1.     | SV Trachenberg |      |   |   |   |       |     |
| 2.     | SC Obernigk    |      |   |   |   |       |     |

|  | Geplaatst voor eindronde |

## Eindronde

### Voorronde
|                |                |       |                 |             |
| 5 januari 1930 | SV Trachenberg | 1 – 9 | Breslauer SC 08 | Trachenberg |
| 5 januari 1930 |                |       |                 | Trachenberg |

|                |                   |       |                        |       |
| 5 januari 1930 | SC Brega 09 Brieg | 7 – 5 | Sportfreunde Bernstadt | Brieg |
| 5 januari 1930 |                   |       |                        | Brieg |

### Halve finale
|                 |                              |       |                   |      |
| 12 januari 1930 | Reichsbahn SV Schlesien Oels | 4 – 1 | SC Brega 09 Brieg | Oels |
| 12 januari 1930 |                              |       |                   | Oels |

Breslauer SC 08 had een bye

### Finale
|                 |                 |        |                              |         |
| 19 januari 1930 | Breslauer SC 08 | 11 – 0 | Reichsbahn SV Schlesien Oels | Breslau |
| 19 januari 1930 |                 |        |                              | Breslau |

## Eindronde voor vicekampioenen

### Voorronde
Dit was tevens de finale van de Bezirksprovinzpokal. 
|                  |                       |              |                    |            |
| 29 december 1929 | SC Preußen Festenberg | 2 - 1 (n.v.) | SC Preußen Namslau | Festenberg |
| 29 december 1929 |                       |              |                    | Festenberg |

### Halve finale
|                |                                   |       |                  |         |
| 5 januari 1930 | Vereinigte Breslauer Sportfreunde | 5 – 2 | VfB 1898 Breslau | Breslau |
| 5 januari 1930 |                                   |       |                  | Breslau |

|                |                       |       |                       |            |
| 5 januari 1930 | SC Preußen Festenberg | 3 – 5 | Breslauer FV Stern 06 | Festenberg |
| 5 januari 1930 |                       |       |                       | Festenberg |

### Finale
|                 |                                   |       |                       |         |
| 12 januari 1930 | Vereinigte Breslauer Sportfreunde | 1 – 0 | Breslauer FV Stern 06 | Breslau |
| 12 januari 1930 |                                   |       |                       | Breslau |